# 대구구치소
대구구치소(大邱拘置所)는 대한민국의 구치소이다. 대구광역시 수성구 달구벌대로541길 36에 위치하고 있다.